# Pelagogonium oculatum
Pelagogonium oculatum är en kräftdjursart som beskrevs av Schultz1977. Pelagogonium oculatum ingår i släktet Pelagogonium och familjen Munnidae. Inga underarter finns listade i Catalogue of Life.